# Лагранжев Грассманіан
У математиці лагранжев грассманіан є гладкий многовід лагранжевих підпросторів дійсного симплектичного лінійного простору V . Його розмірність дорівнює 1/2n(n+1) (де розмірність V дорівнює 2n). Лагранжев грассманіан можна ототожнювати з однорідним простором
U(n)/O(n),
де U(n) — унітарна група, а O(n) — ортогональна група . Слідуючи за Володимиром Арнольдом лагранжев грассманіан позначують Λ(n). Лагранжев Грассманіан є підмноговидом звичайного грассманіана лінійного простіру V .
Комплексний лагранжевий грассманіан — це комплексній однорідній многовид лагранжових підпросторів комплексного симплектичного лінійного простору V розмірності 2n . Його можна ототожнювати з однорідним простором комплексної розмірності 1/2n(n + 1)
Sp(n)/U(n),
де Sp(n) — компактна симплектична група .

## Топологія
Стабільні гомотопічни групи лагранжевого грассманіані і комплексного лагранжевого грассманіана легко обчислити, оскільки ці простори з'являються у теоремі періодичності Ботта : {\displaystyle \Omega (\mathrm {Sp} /\mathrm {U} )\simeq \mathrm {U} /\mathrm {O} } та {\displaystyle \Omega (\mathrm {U} /\mathrm {O} )\simeq \mathbb {Z} \times \mathrm {BO} }. Таким чином, ці групи ізоморфні гомотопічним групам стабільної ортогональної групи, з точністю до зсуву індексу (розмірності).
Зокрема, фундаментальна група {\displaystyle U/O} є нескінченною циклічною групою, з виділеним твірним елементом, якій задається квадратом визначника унітарної матриці як відображення на одиничне коло. Тому перша гомологічна група простіру {\displaystyle U/O} також є нескінченною циклічною, як і її перша когомологічна група . Арнольд показав, що це призводить до опису індексу Маслова, введеного В.П.Масловим .
Для лагранжевого підмноговиду M у V насправді існує відображення
M → λ(n)
яке класифікує його дотичний простір у кожній точці (див. відображення Гауса ). Індекс Маслова це відкат виділеного творного групи 
{\displaystyle H^{\dagger }(\Lambda (n),\mathbb {Z} )}
через це відображення, якій є елементом групи 
{\displaystyle H^{\dagger }(M,\mathbb {Z} )}.

## Індекс Маслова
Шляху симплектоморфізмів симплектичного лінійного простору може бути присвоєн індекс Маслова, названий на честь В.П.Маслова ; якщо шлях є циклом, це буде ціле число, й напівцілім в загальному випадку.
У тіх випадках коли цей шлях походить з тривіалізації симплектичного векторного розшарування над періодичною орбітою гамільтонового векторного поля на симплектичному многовиді чи рібовського векторного поля на контактному многовиді, у літературі його називають індексом Конлі–Цендера . Він рахує спектральний потік операторів типу Коші–Рімана  у теорії гомологій Флоєра.
Спочатку він з’явився при вивченні квазікласичніх наближень й часто з’являється при вивченні квантування, формул слідів квантового хаосу, а також у симплектичній геометрії та топології. Індекс Конлі-Цендера можна описати, як сказано вище, у термінах індексу Маслова для лінійних лагранжових підмноговидів.